# Astronotus
Astronotus is een geslacht van straalvinnige vissen uit de familie van de cichliden (Cichlidae).

## Soorten
- Astronotus crassipinnis (Heckel, 1840)
- Astronotus ocellatus (Agassiz, 1831) – Pauwoogcichlide